# Samassi Abou
Samassi Abou (Gagnoa, 4 aprile 1973) è un ex calciatore francese, di ruolo attaccante.

## Carriera

### Club
Nato in Costa d'Avorio, Abou inizia la sua carriera di calciatore professionista in Francia nel 1991-92 dove gioca nel Martigues, squadra militante in Division 2. La stagione successiva si trasferisce all'Olympique Lione,  in Division 1. Nei primi due anni a Lione gioca da titolare, tuttavia poi perde il posto a causa della sua scarsa vena realizzativa. Nel 1996 lascia Lione e si trasferisce al Cannes dove gioca 37 partite e segna 5 reti.
Alla fine di ottobre del 1997 si trasferisce per 400.000 £ in Premier League al West Ham United allenato da Harry Redknapp. In un primo momento Abou diventa un idolo dei tifosi, anche a causa della sua pettinatura, tuttavia a causa dei pochi gol segnati il rapporto con Redknapp si deteriora in modo significativo. Dopo aver rifiutato le offerte di Bradford City e Hearts che erano disposte a spendere 800.000 £ per lui, nel dicembre 1998 viene ceduto in prestito all'Ipswich Town per un mese, periodo durante il quale riesce a segnare una sola rete contro lo Sheffield United e nell'ottobre 1999 al Walsall per due mesi, terminati i quali torna al West Ham. Poco dopo fa ritorno in Francia al Troyes, sempre in prestito dal West Ham, mentre l'anno successivo è prestato al Kilmarnock, dove rimane per tre mesi. Nell'estate 2001 il suo contratto viene risolto.
Rimasto libero, Abou fa ritorno in Francia all'Ajaccio, militante in Ligue 2, squadra con la quale vince il campionato ottenendo la promozione in Ligue 1, Abou non rientra tuttavia nei piani della squadra per la Ligue 1 e non viene confermato. Così nel 2002-2003 passa al
Lorient, sempre in Ligue 2, squadra con la quale termina la sua carriera professionistica

### Nazionale
Pur essendo nato in Costa d'Avorio, Abou è stato naturalizzato francese ed ha potuto così giocare con la Nazionale francese Under-21.

## Palmarès

### Club

#### Competizioni nazionali
- Ligue 2: 1

Ajaccio: 2001-2002